# At-Turrah
At-Turrah (en árabe, الطرة) es una ciudad en la gobernación de Irbid, en Jordania. Tiene una población de 33.136 habitantes (censo de 2015). Se encuentra a 24 km al noreste de Irbid.